# 12398 Пікгарт
12398 Пікгарт (12398 Pickhardt) — астероїд головного поясу, відкритий 25 травня 1995 року.
Тіссеранів параметр щодо Юпітера — 3,685.